# Reinhold Messner
Reinhold Messner (Bressanone, 17 settembre 1944) è un alpinista, esploratore, scrittore e politico italiano.
Inizialmente salito alla ribalta nel mondo dell'alpinismo per aver riportato in auge l'arrampicata libera in un periodo nel quale era preponderante la progressione artificiale, rendendosi protagonista nel 1968 del primo VIII grado in libera (seguendo la "linea logica") al Pilastro di Mezzo del Sass dla Crusc, il suo nome, legato a innumerevoli arrampicate e esplorazioni, è per lo più noto al grande pubblico per essere stato il primo alpinista al mondo ad aver scalato tutte le quattordici cime del pianeta che superano gli 8 000 metri sul livello del mare, spesso da versanti o in condizioni di eccezionale difficoltà (una di queste ha ispirato il film Nanga Parbat). Le sue innovazioni nell'arrampicata libera prima e nell'alpinismo di alta quota poi lo fanno figurare ai vertici dell'alpinismo internazionale a cavallo degli anni sessanta e settanta.
Considerato uno dei sostenitori del cosiddetto "stile alpino" nelle grandi montagne himalayane, per lo più oggetto allora di spedizioni con molti scalatori e caratterizzate da grande dispendio di risorse (himalayismo), fondamentali a tal proposito furono due imprese: nel 1978 è il primo uomo a scalare l'Everest senza l'ausilio di ossigeno supplementare insieme a Peter Habeler, mentre nel 1980 raggiunge la medesima vetta in solitaria. È stato quindi un grande himalaista, capace di darsi sempre nuovi obiettivi e di comunicarli con grande efficacia anche a un pubblico di non addetti ai lavori. Tra le altre imprese, le traversate dell'Antartide e della Groenlandia senza il supporto di mezzi a motore né cani da slitta e la traversata del deserto del Gobi.
Socio onorario e medaglia d'oro del Club Alpino Italiano, è anche autore di molti libri in cui narra le sue imprese e affronta tematiche inerenti alla cultura della montagna, mentre dal 1999 al 2004 è stato Membro del Parlamento europeo eletto come indipendente nella lista dei Verdi italiani, fatti che hanno contribuito alla sua notorietà. Agricoltore, si dedica alla gestione del Messner Mountain Museum, un complesso museale dedicato a tutti gli aspetti della montagna, dislocato tra Castel Firmiano a Bolzano, Solda, Castel Juval (dove Messner abita dal 1983), Monte Rite, Castello di Brunico e Plan de Corones.

## Biografia

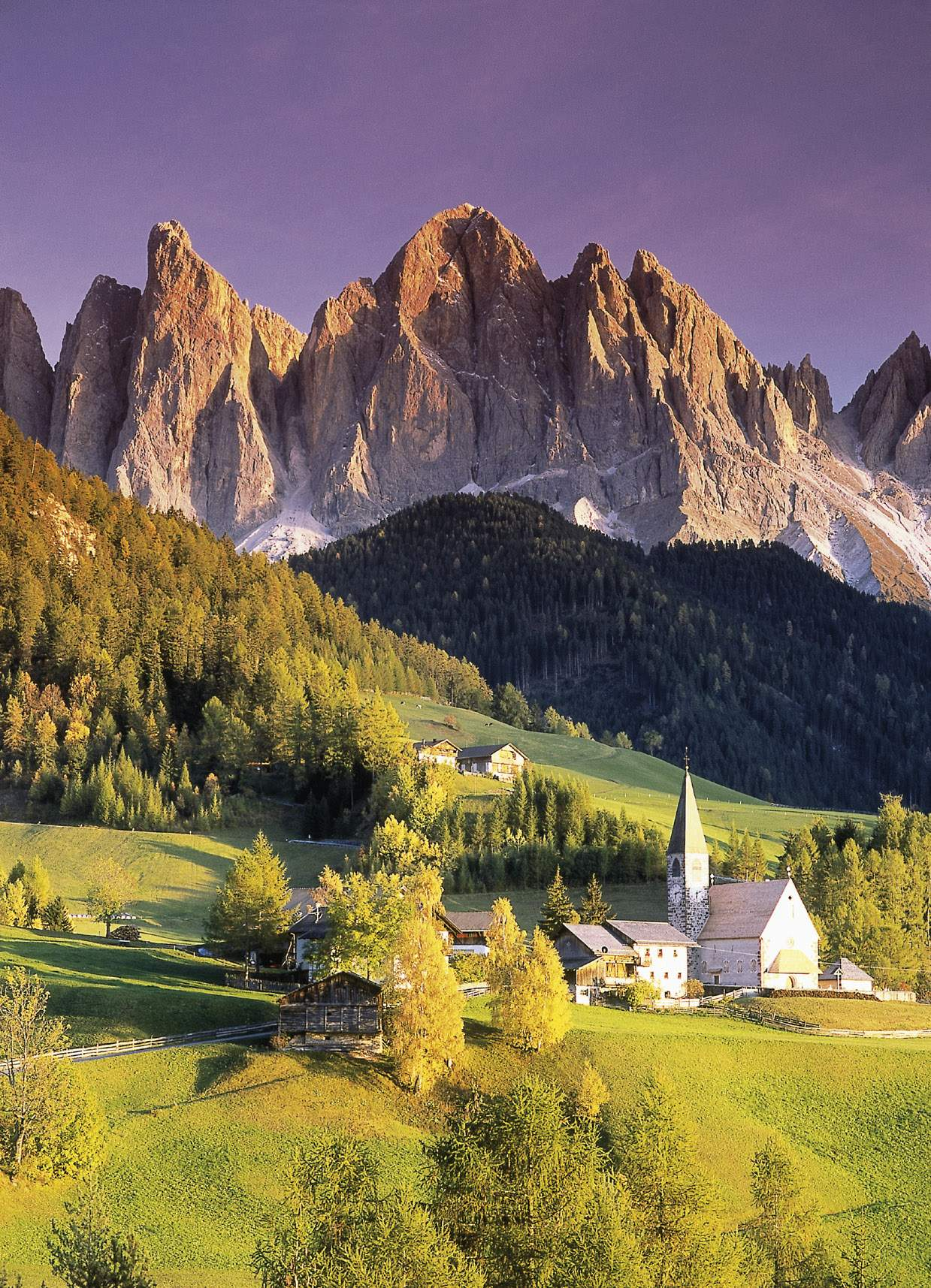
La val di Funes e le Odle

Nasce da Josef Messner e Maria Troi.
Messner nasce secondogenito di nove fratelli a Bressanone nel 1944, da famiglia di lingua tedesca. Suo padre Josef, oltre che allevatore di polli e conigli, fa l'insegnante ed è anche il preside della piccola scuola valligiana. Cresciuto a Funes, a soli 5 anni compie la sua prima ascensione dolomitica sul Sass Rigais in compagnia del genitore. All'età di tredici anni inizia a scalare le vette della val di Funes in cui cresce; allarga quindi l'attenzione alle Dolomiti e successivamente alle intere Alpi. In seguito, dopo il diploma di geometra, studia all'Università degli Studi di Padova, presso la Facoltà di Ingegneria.
Nel 1972 sposa la giornalista tedesca Uschi Demeter, dalla quale divorzierà nel 1977. Nel 1981 nasce la prima figlia, Leila. La madre è la fotografa canadese Nena Holguin. Il 1º agosto 2009, a 64 anni e dopo 25 di fidanzamento, si sposa con la compagna Sabine Eva Stehle; la cerimonia si svolge nel comune di Castelbello-Ciardes. Con lei Messner ha avuto tre figli: Magdalena (1988), Simon (1991), e Anna (2002), e si è separato nel 2019. Nel maggio 2021 si sposa per la terza volta, la moglie è Diane Schumacher, nata in Lussemburgo e residente a Monaco di Baviera, di 36 anni più giovane.
Dal 1985 Messner ha importato poco più di una decina di esemplari di yak dall'Himalaya, dopo la spedizione sul Cho Oyu, nella quale questi lo hanno aiutato per il trasporto delle merci sino al campo base. Ogni inizio e fine estate, egli conduce la transumanza degli animali da Solda verso il rifugio Città di Milano, ai piedi del Gran Zebrù, e a fine stagione estiva per il percorso inverso. Una mezza dozzina di questi yak si trova anche nei pressi del monte Rite di Cibiana di Cadore, dove Messner ha costruito uno dei suoi musei. Nel 2005, un esemplare di orso bruno ha attaccato un esemplare di yak, causandogli ferite che lo hanno condotto a una morte assistita.
Ad agosto 2015 esce la notizia che Messner ha dovuto abbandonare un'impresa scientifica "segreta" per la ricerca in Pakistan dello yeti (cui la figura di Messner era da sempre legata da pregresse vicende giornalistiche), salvo poi annullare il tutto in quanto era nota anche ai talebani la notizia del suo arrivo. Sulla stessa vicenda, nel 2015 Messner si era comunque già espresso, sostenendone la teoria mitologica ovvero la derivazione del mito popolare dello yeti da una sottospecie ibrida di orso, l'orso delle nevi, a cui alcuni scienziati avevano dato appena conferma attraverso l'esame del DNA di un presunto scalpo di yeti.

### Le Alpi

Alessandro Gogna impegnato nella ripetizione (1983) della via di Messner sul Pilastro di Mezzo del Sass dla Crusc, nelle Dolomiti

Ispirato da Hermann Buhl e Walter Bonatti, sin dagli anni sessanta è uno dei primi e più convinti sostenitori di uno stile di arrampicata che non utilizzi ausili esterni (equipaggiamento minimo e leggero, senza portatori, sherpa, né ossigeno supplementare): una filosofia alpinistica volta a non invadere le montagne, ma solamente ad arrampicarle. Tra gli altri alpinisti che successivamente seguiranno le idee di Reinhold Messner vi furono il fratello Günther e Peter Habeler, che divennero in seguito suoi compagni d'imprese.
Messner ha scritto una delle più importanti pagine della storia dell'alpinismo. In un tempo nel quale l'arrampicata libera aveva perso terreno a favore della progressione artificiale, Messner ripudia ogni artefatto umano. Interrompe questa tendenza con una serie di realizzazioni in arrampicata libera e anche attraverso una sua efficace argomentazione, che trova massima eco nel celebre articolo L'assassinio dell'impossibile, uscito su La rivista mensile del Cai nel 1968.
Dopo un certo periodo di attività sui monti dell'Alto Adige, negli anni cinquanta e sessanta compie la sua prima impresa di rilievo nel 1965, insieme al fratello Günther, sulle "montagne di casa", con l'apertura di una via sulla parete nord dell'Ortles.
Successivamente si dedica all'arrampicata dolomitica, aprendo nuove vie tassativamente in arrampicata libera. Dà il primo esempio di questo suo stile il 31 luglio 1967 aprendo la Via degli amici sulla parete nord-ovest del Monte Civetta insieme a Heini Holzer, Sepp Mayerl e Renato Reali. La via consta di 40 lunghezze di corda e durante l'apertura vengono utilizzati 42 chiodi e 2 cunei di legno (una quantità di materiale incredibilmente piccola per l'epoca). La salita inizialmente non desta molto scalpore, in quanto viene valutata di grado V+ (non vi era ancora stata l'apertura verso l'alto della scala UIAA).
Il 18 agosto dello stesso anno Messner apre col fratello Günther e con Holzer una via di 1400 m sul versante nord-est del Monte Agner, salita interamente in libera con l'eccezione di un tratto di 20 m superato in artificiale. La via venne valutata di V+.
Un'impresa di grande rilievo viene compiuta il 7 luglio 1968 dai fratelli Messner sull'inviolato Pilastro di Mezzo del Sass dla Crusc. La salita di questo pilastro comporta infatti il superamento di quattro metri particolarmente difficili. Reinhold Messner va da capocordata e tenta più volte il passaggio, riuscendo infine a passarlo quando ormai era tentato di rinunciare. Il passaggio Messner non fu più ripetuto per oltre dieci anni (i salitori successivi aggirarono il passaggio), fino a quando nel 1979 Heinz Mariacher lo superò, valutandolo di grado VII+/VIII-. La salita di Messner era quindi la prima in cui il settimo grado, già toccato da Vinatzer, veniva superato.
In seguito Messner apre numerose vie, principalmente nelle Dolomiti, sempre seguendo la sua filosofia di ricercare non necessariamente i percorsi più diretti, bensì gli itinerari che gli permettessero di salire in arrampicata libera.

### Gli ottomila

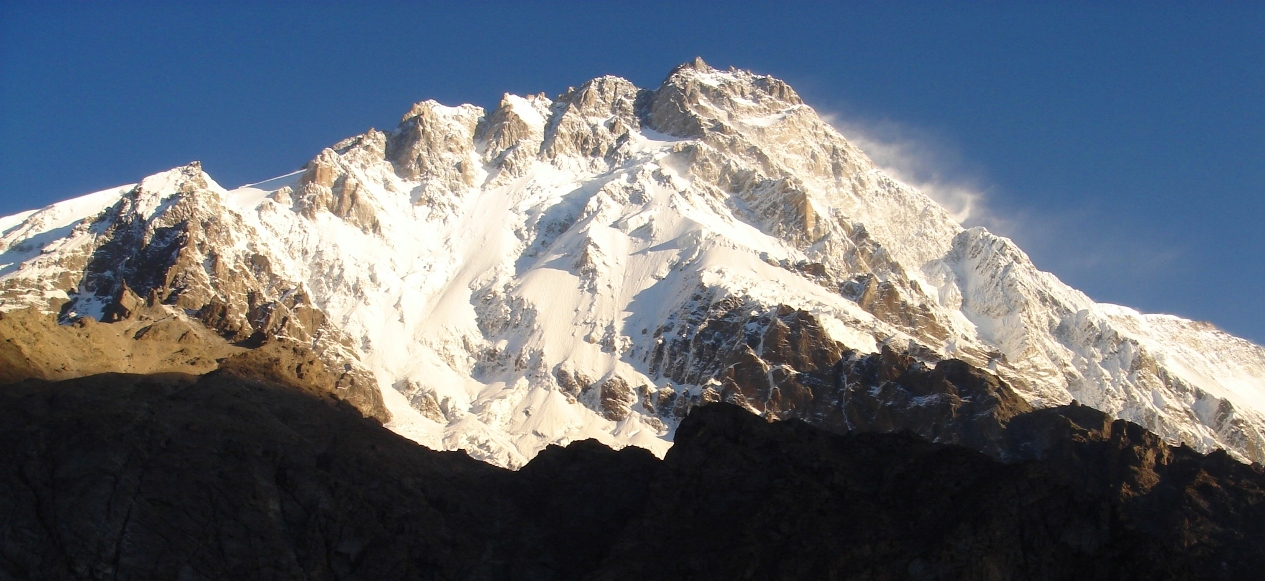
Versante Rupal del Nanga Parbat

A proposito delle sue scalate alla fine degli anni sessanta, Messner scrive nel libro Sopravvissuto:
Nel 1970 Reinhold Messner viene invitato insieme al fratello Günther a partecipare alla spedizione al Nanga Parbat (8 126 m) diretta da Karl Maria Herrligkoffer. L'obiettivo della spedizione era salire l'allora inviolato versante Rupal della montagna. Si trattava di una spedizione pesante, nella quale era previsto abbondante uso di corde fisse e ausili tecnologici, secondo lo stile dell'epoca. Il 27 giugno Messner si trovava col fratello Günther e con Gerhard Baur al campo V, l'ultimo campo. Avendo ricevuto notizia che il tempo sarebbe peggiorato il giorno successivo, era stato deciso che in questo caso sarebbe partito da solo dal campo senza usare corde fisse, sperando così di raggiungere velocemente la vetta prima della fine del bel tempo. 
Nel frattempo Gerhard Baur e Günther avrebbero attrezzato il canalone Merkl con 200 metri di corda, per facilitare la discesa. Invece Reinhold venne raggiunto dopo 4 ore dal fratello Günther, che aveva deciso di seguirlo di propria iniziativa. Gerhard Baur era tornato indietro a causa di un mal di gola che gli impediva la respirazione. I due raggiunsero la vetta nel tardo pomeriggio. Si trattava della terza salita di questa montagna. Essendo ormai il tramonto, però, non essendo in grado di ridiscendere per la via di salita, perché non era stata attrezzata e perché non si erano portati dietro le corde necessarie per affrontarla, i due furono costretti a un bivacco d'emergenza. Il giorno successivo decisero di scendere per il versante Diamir, senza aspettare Felix Kuen e Peter Scholz che stavano salendo con le corde e che usarono per ridiscendere in corda doppia.
Günther morì quasi alla fine della discesa, travolto da una valanga. Reinhold, creduto morto, arrivò a valle sei giorni dopo, trasportato prima a spalle e poi in barella dai valligiani. Reinhold riportò gravi congelamenti a 7 dita dei piedi e alle ultime falangi delle mani, subendo una parziale amputazione delle dita dei piedi.
Reinhold Messner, che durante quell'episodio estremo perse il fratello, diventò per anni oggetto di polemiche infamanti, con l'accusa fantasiosa di aver abbandonato Günther in cima al Nanga Parbat, ben prima della discesa, sacrificandolo alla propria ambizione di attraversare per primo il versante Diamir. Solo a distanza di 30 anni l'infondatezza delle critiche rivoltegli sarà dimostrata, grazie al ritrovamento del corpo del fratello laddove Messner aveva sempre affermato fosse scomparso. Nel 2010 è stato girato un film sulla tragedia, intitolato Nanga Parbat, diretto da Joseph Vilsmaier.

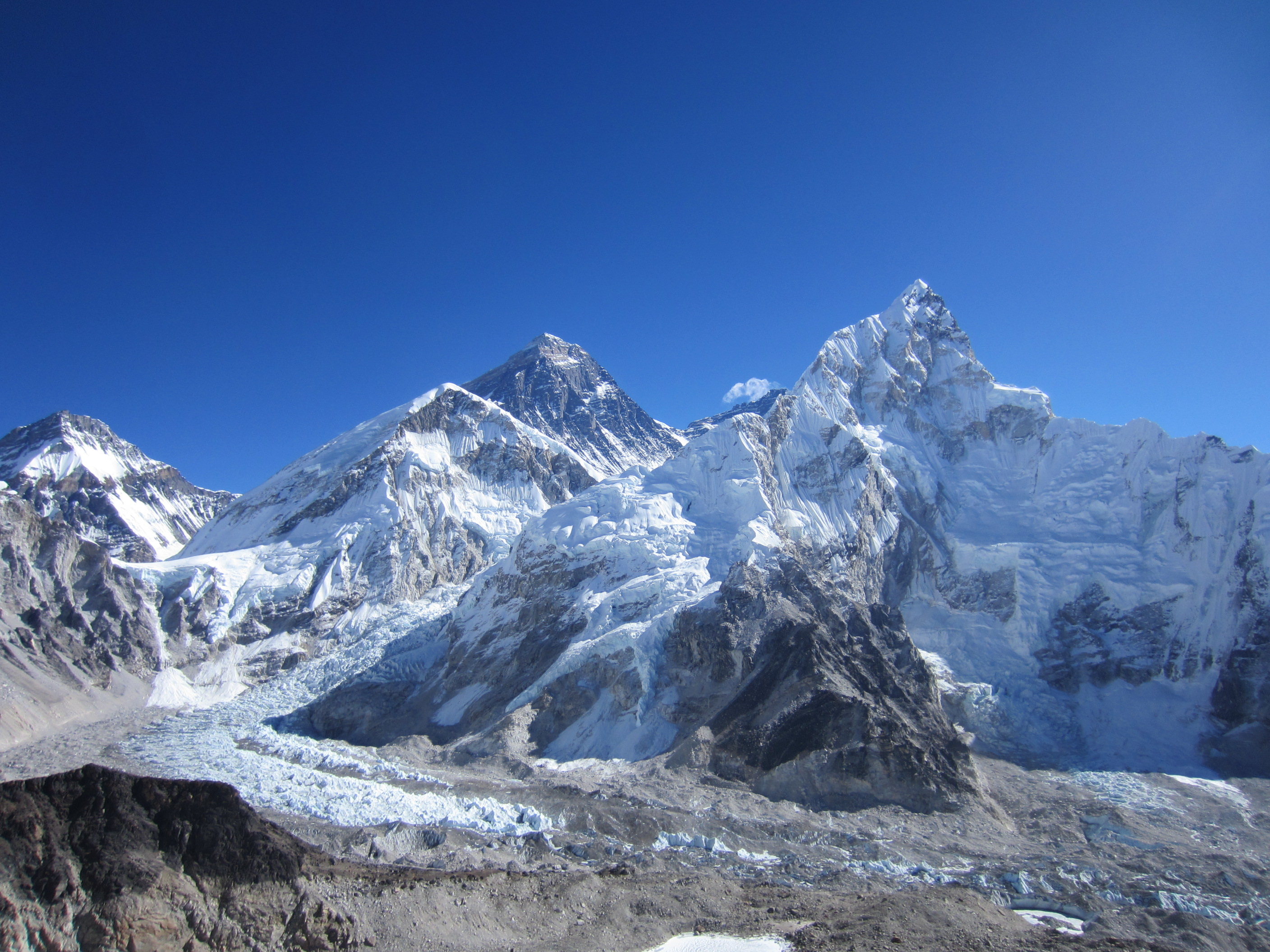
Da sinistra: il Changtse, l'Everest e il Lhotse

Nel 1975 completa con Peter Habeler la prima ascesa senza ossigeno supplementare del Gasherbrum I. Lo stesso anno partecipa come alpinista di punta alla spedizione guidata da Riccardo Cassin che tentava di salire l'inviolata parete sud del Lhotse, fallita a causa di maltempo e valanghe.
Nel 1978 sale l'Everest senza ossigeno, sempre con Habeler, diventando uno degli alpinisti più famosi del mondo. La scalata dell'Everest senza l'ausilio di bombole di ossigeno era considerata fino ad allora impossibile per l'uomo, tanto che Messner e Habeler vengono accusati di aver utilizzato di nascosto delle mini-bombole. Tuttavia, nel 1980, Messner mette a tacere le polemiche quando il 20 agosto raggiunge di nuovo la vetta dell'Everest in pieno periodo monsonico, ma questa volta in solitaria e sempre senza l'ausilio di ossigeno supplementare. Durante l'impresa, compiuta in quattro giorni, apre una nuova variante sul versante nord, senza aver preallestito campi di alta quota. Salendo deve anche affrontare la caduta in un crepaccio. Una continua agonia scriverà, in seguito, "una prova fisica mai prima affrontata".
Sempre nel 1978, Messner ritorna al Nanga Parbat, da solo, realizzando la prima salita in solitaria e in stile alpino di un ottomila. Nel 1979 si reca invece al K2 alla guida di una piccola spedizione, con l'intenzione di salire per una nuova via lungo il pilastro sud. In fase di progettazione Messner progetta la via, che chiama magic line, sulla base di foto aeree. Arrivati sul posto, però, i componenti della spedizione constatano l'impossibilità di salire il pilastro e decidono di salire per lo Sperone degli Abruzzi. Messner divide quindi la spedizione in tre gruppi che si muoveranno autonomamente. Insieme a Michl Dacher raggiunge la vetta il 12 luglio. Si tratta della prima ascensione della montagna in stile alpino (il K2 era già stato salito senza l'uso di ossigeno nel 1978, ma da parte di una spedizione pesante). Gli altri due gruppi, formati da Alessandro Gogna, Friedl Mutschlechner, Robert Schauer e Joachim Hoelzgen, non riescono a raggiungere la vetta a causa del sopravvenuto maltempo. Della spedizione faceva parte anche Renato Casarotto, che tuttavia non partecipa ai tentativi finali.
Dopo il 1980, Messner continua a conquistare numerose vette himalayane, spesso aprendo nuovi percorsi, o tentando per primo l'ascesa in inverno, sempre proponendo un approccio all'alpinismo basato sul suo stile di arrampicata leggera. Nel 1986 diviene il primo uomo ad aver conquistato tutti i quattordici ottomila (salendo anche alcune cime più di una volta). Nel dicembre dello stesso anno, con il raggiungimento della vetta del Monte Vinson, completa l'ascesa delle Seven Summits.
Dopo aver abbandonato l'alpinismo himalayano organizza e finanzia nel 1989 una spedizione internazionale alla parete sud del Lhotse, ancora inviolata. In questa spedizione gli alpinisti Hans Kammerlander e Christophe Profit arrivano fino a quota 7 200 m, ma devono rinunciare a causa del maltempo e delle scariche di sassi. Nella sua carriera Messner ha effettuato oltre cento spedizioni e 3 500 scalate.

### Le esplorazioni e l'impegno politico
Nel 1989-1990 lui e Arved Fuchs sono i primi uomini ad attraversare l'Antartide a piedi o con gli sci e con l'aiuto di vele spinte dal vento, passando per il Polo sud, senza l'ausilio di mezzi motorizzati o animali (in imprese precedenti erano stati utilizzati i cani da slitta). Dal novembre 1989 al febbraio 1990 percorrono 2 800 chilometri. Nel 1999 inizia l'impegno politico, diventando parlamentare europeo per i Verdi, ricevendo oltre 20 000 preferenze nella circoscrizione Nord-est. Nel 2004, a quasi 60 anni, attraversa a piedi il deserto del Gobi. Nel 2004, in seguito all'espulsione dal partito dovuta a una sua pubblicità per i fucili Beretta, non si ricandida alle successive elezioni.
Dal 2004 l'attenzione di Messner è dedicata principalmente a un progetto di apertura dei musei della montagna. Ha dichiarato:
Il 10 marzo 2006, insieme con Alex Zanardi, è testimonial della Cerimonia di apertura dei IX Giochi paralimpici invernali di Torino. Il 22 gennaio 2015 il presidente nazionale del Fronte Verde invita i parlamentari italiani a votare Messner come Presidente della Repubblica.

## Salite sulle Alpi
Nel seguente elenco sono riportate alcune delle salite più significative di Reinhold Messner sulle Alpi.
- Variante Messner - Ortles - 1965 - Prima salita col fratello Günther di una variante sulla parete nord[41]
- Via Messner - Pale di San Martino/Cima della Madonna - 15 ottobre 1965 - Prima salita col fratello Günther[42]
- Via Cassin - Grandes Jorasses/Punta Walker - settembre 1966 - Salita con Peter Habeler, Sepp Mayerl e Fritz Zambra.[43]
- Spigolo nord - Monte Agner - febbraio 1967 - Prima invernale con Sepp Mayerl e Heini Holzer[44]
- Via Solleder - Furchetta - 5 marzo 1967 - Prima invernale con Heindl Messner[45]
- Philipp-Flamm - Monte Civetta/Punta Tissi - 1967 - Salita con Heini Holzer[41]
- Via degli Amici ("Weg der Freunde" in tedesco) - Monte Civetta - 1967 - Prima salita con Heini Holzer, Sepp Mayerl e Renato Reali[46]
- Via Lacedelli - Cima Scotoni - 1967 - Terza salita con Sepp Mayerl, Heini Holzer e Renato Reali[47]
- Via Soldà - Gruppo del Sella/Piz Ciavazes - 1º ottobre 1967 - Prima solitaria[48]
- Via Jori - Monte Agner - dal 30 gennaio al 1º febbraio 1968 - Prima invernale con Heindl Messner e Sepp Mayerl
- Via Messner - Sass dla Crusc/Pilastro di Mezzo - 6-7 luglio 1968 - Prima salita col fratello Günther[1][49][50]
- Austrian Route - Eiger/Sperone nord - dal 30 luglio al 1º agosto 1968 - Prima salita col fratello Günther, Toni Hiebeler e Frank Maschka[51]
- Via Messner - Gruppo del Sella/Seconda Torre del Sella - agosto 1968 - Prima salita col fratello Günther[52]
- Direttissima Messner - Cima Nove - 1968 - Prima salita col fratello Günther[53]
- Grande Muro - Sass dla Crusc - 1969 - Prima salita con Hans Frisch[54]
- Pilastro Bergland - Les Droites - 25 luglio 1969 - Prima salita con Erich Lackner[55]
- Via Messner - Marmolada/Punta Rocca - 16-17 agosto 1969 - Aperta in solitaria, variante alla Vinatzer[56]
- Pilone centrale del Freney - Monte Bianco - 1969 - Salita in giornata con Erich Lackner[57]
- Philipp-Flamm - Monte Civetta/Punta Tissi - 1969 - Prima solitaria
- Axt-Gross - Les Droites - 1969 - Prima solitaria della parete nord delle Droites
- Via Goedeke - Cima del Burel - 1969 - Prima solitaria[58]
- Via Messner - Gruppo del Catinaccio/Le Coronelle - 6 settembre 1969 - Prima salita con Heini Holzer[59]
- Via Messner-Gruber - Furchetta - 12 agosto 1973 - Prima salita con Jochen Gruber[45]
- Via Heckmair - Eiger - 14 agosto 1974 - Salita con Peter Habeler nel tempo record di 10 ore[60]

## Gli ottomila
Nella tabella seguente sono elencati, in ordine cronologico, tutti gli ottomila, incluse le ripetizioni, saliti da Messner.
| N° | Montagna                   | Altezza                       | Data              | Descrizione |
| -- | -------------------------- | ----------------------------- | ----------------- | --- |
| 1  | Nanga Parbat               | 8 125 m s.l.m.                | 27 giugno 1970    | Nuova via sull'inviolato versante Rupal col fratello Günther e seconda traversata in assoluto di un ottomila con discesa sul versante Diamir.              |
| 2  | Manaslu                    | 8 163 m s.l.m.                | 25 aprile 1972    | Nuova via sull'inviolata parete sud-ovest. |
| 3  | Gasherbrum I               | 8 068 m s.l.m.                | 10 agosto 1975    | Salita con Peter Habeler dal versante nord. |
| 4  | Everest                    | 8 848 m s.l.m.                | 8 maggio 1978     | Salita con Peter Habeler dal versante sud. Prima salita senza ossigeno dell'Everest.                                                                       |
| 5  | Nanga Parbat               | 8 125 m s.l.m.                | 9 agosto 1978     | Prima solitaria del versante Diamir per una nuova via e prima solitaria in stile alpino di un ottomila.                                                    |
| 6  | K2                         | 8 611 m s.l.m.                | 12 luglio 1979    | Salita con Michl Dacher per lo Sperone degli Abruzzi. |
| 7  | Everest                    | 8 848 m s.l.m.                | 20 agosto 1980    | Prima salita in solitaria dell'Everest, e senza ossigeno. Nuova variante sul versante nord.                                                                |
| 8  | Shisha Pangma              | 8 027 m s.l.m.                | 28 maggio 1981    | Salita con Friedl Mutschlechner. |
| 9  | Kanchenjunga               | 8 586 m s.l.m.                | 6 maggio 1982     | Salita con Friedl Mutschlechner, parzialmente in stile alpino, per una variante sulla parete nord.                                                         |
| 10 | Gasherbrum II              | 8 035 m s.l.m.                | 24 luglio 1982    | Salita con i pakistani Sher Khan e Nazir Sabir per la cresta sud-ovest.                                                                                    |
| 11 | Broad Peak                 | 8 047 m s.l.m.                | 2 agosto 1982     | Salita con i pakistani Sher Khan e Nazir Sabir per il versante ovest. Messner diviene il primo alpinista ad aver salito tre ottomila in una sola stagione. |
| 12 | Cho Oyu                    | 8 201 m s.l.m.                | 5 maggio 1983     | Salita con Hans Kammerlander e Michl Dacher. Si trattava del primo ottomila per Kammerlander.                                                              |
| 13 | Gasherbrum II Gasherbrum I | 8 035 m s.l.m. 8 068 m s.l.m. | 25-28 giugno 1984 | Primo concatenamento Gasherbrum II - Gasherbrum I con Hans Kammerlander, anche primo concatenamento assoluto di due ottomila.                              |
| 14 | Annapurna I                | 8 091 m s.l.m.                | 24 aprile 1985    | Nuova via sulla inviolata parete nord-ovest con Hans Kammerlander.                                                                                         |
| 15 | Dhaulagiri I               | 8 167 m s.l.m.                | 15 maggio 1985    | Salita con Hans Kammerlander per la parete est. |
| 16 | Makalu                     | 8 462 m s.l.m.                | 26 settembre 1986 | Salita con Hans Kammerlander e Friedl Mutschlechner per la via dei francesi.                                                                               |
| 17 | Lhotse                     | 8 516 m s.l.m.                | 16 ottobre 1986   | Salita con Hans Kammerlander per il versante sud. |

## Pubblicità
Nel corso della sua carriera ha prestato molte volte la sua immagine come testimonial per campagne pubblicitarie, anche di grande successo. Tra queste, oltre alla controversa pubblicità dei fucili Beretta, l'acqua minerale Levissima, gli orologi Citizen e Montblanc, le tende Ferrino, la casa automobilistica Opel, il gruppo assicurativo Unipol, l'abbigliamento sportivo Fila, Salewa e Millet, gli integratori alimentari Enervit, le fotocamere Minolta, la società di energie rinnovabili E.ON e realtà dell'Alto Adige come lo speck e i vini altoatesini.

## Opere

Nel 1994 a Castel Juval

Reinhold Messner è autore di numerosi libri in lingua tedesca, la maggior parte dei quali tradotti in molte altre lingue, tra cui l'italiano.
- Ritorno ai monti. L'alpinismo come forma di vita. Pensieri e immagini, fotografie di Ernst Pertl, Bolzano, Athesia, 1971.
- Gli sviluppi, in Sesto grado, Milano, Longanesi, 1971.
- Manaslu, cronaca di una spedizione in Himalaya, Milano, Gorlich, 1973.
- L'avventura alpinismo. Esperienze d'un alpinista in cinque continenti, Bolzano, Athesia, 1974.
- Il 7º grado. Scalando l'impossibile, Milano, Görlich, 1974.
- Settimo grado. Clean climbing, arrampicata libera, Novara, Istituto geografico De Agostini, 1982.
- Dolomiti. Le vie ferrate. 35 percorsi attrezzati fra il Gruppo di Brenta e le Dolomiti di Sesto, Bolzano, Athesia, 1975.
- Dolomiti. Le vie ferrate. 60 percorsi attrezzati fra il Gruppo di Brenta e le Dolomiti di Sesto, Bolzano, Athesia, 1975.
- Vita fra le pietre. Popoli montanari prima che soccombano, Bolzano, Athesia, 1976.
- Arena della solitudine. Spedizioni ieri, oggi, domani, Bolzano, Athesia, 1977.
- Due e un ottomila, Milano, Dall'Oglio, 1977.
- Pareti del mondo. Storie, vie, esperienze vissute, Bolzano, Athesia, 1978.
- Alpi orientali. Le vie ferrate. 100 percorsi attrezzati dal lago di Garda all'Ortles dal Bernina al Semmering, con Werner Beikircher, Bolzano, Athesia, 1979. ISBN 88-7014-093-8.
- Everest, Novara, De Agostini, 1979.
- Il limite della vita, Bologna, Zanichelli, 1980.
- K2, con Alessandro Gogna, Novara, Istituto geografico De Agostini, 1980.
- Nanga Parbat in solitaria, Novara, Istituto geografico De Agostini, 1980.
- La mia strada, Milano, Dall'Oglio, 1983.
- Orizzonti di ghiaccio. Dal Tibet all'Everest, Novara, Istituto geografico De Agostini, 1983.
- Il mio grande anno himalayano, Novara, Istituto geografico De Agostini, 1984.
- Scuola di alpinismo, Novara, Istituto geografico De Agostini, 1984.
- Tutte le mie cime. Una biografia per immagini dalle Dolomiti all'Himalaya, Bologna, Zanichelli, 1984; Milano, Corbaccio, 2011. ISBN 978-88-6380-037-1.
- La dea del turchese. La salita al Cho Oyu, Novara, Istituto geografico De Agostini, 1985.
- Corsa alla vetta, Novara, Istituto geografico De Agostini, 1986.
- Sopravvissuto. I miei 14 ottomila, Novara, Istituto geografico De Agostini, 1987.
- L'arrampicata libera di Paul Press, ideato e curato da, Novara, Istituto geografico De Agostini-Serie Görlich, 1987.
- Le mie dolomiti, Bolzano, Tappeiner, 1988. ISBN 88-7073-041-7.
- Antartide. Inferno e paradiso, Milano, Garzanti, 1991. ISBN 88-11-70900-8.
- Attorno al Sudtirolo, Rovereto, BQE, 1992. ISBN 88-11-70908-3.
- La libertà di andare dove voglio. La mia vita di alpinista, Milano, Garzanti, 1992. ISBN 88-11-70906-7; Milano, Corbaccio, 2013. ISBN 978-88-6380-191-0.
- Le più belle montagne e le più famose scalate, Lainate, Vallardi industrie grafiche, 1992. ISBN 88-7696-139-9.
- Un modo di vivere in un mondo da vivere, Novara, Istituto geografico De Agostini, 1994. ISBN 88-415-1822-7.
- Monte Rosa. La montagna dei Walser, Anzola d'Ossola-Varese, Fondazione Enrico Monti-Fondazione Maria Giussani Bernasconi, 1994. ISBN 88-85295-28-2.
- 13 specchi della mia anima, Milano, Garzanti, 1995. ISBN 88-11-70911-3.
- Oltre il limite. Polo Nord, Everest, Polo Sud. Le grandi avventure ai tre poli della Terra, Novara, Istituto geografico De Agostini, 1997. ISBN 88-415-4637-9.
- Hermann Buhl. In alto senza compromessi, con Horst Höfler, Torino, Vivalda, 1998. ISBN 88-7808-135-3.
- Yeti. Leggenda e verità, Milano, Feltrinelli traveller, 1999. ISBN 88-7108-148-X.
- Non troverai i confini dell'anima, Milano, Mondadori, 1999. ISBN 88-04-45894-1.
- Annapurna. Cinquant'anni di un Ottomila, Torino, Vivalda, 2000. ISBN 88-7808-147-7.
- Salvate le Alpi, Torino, Bollati Boringhieri, 2001. ISBN 88-339-1336-8.
- La seconda morte di Mallory, Torino, Bollati Boringhieri, 2002. ISBN 88-339-1398-8.
- Popoli delle montagne. Fotografie e incontri, Torino, Bollati Boringhieri, 2002. ISBN 88-339-1406-2.
- Montagne. Immagini, pensieri. Per riuscire a salvare la montagna è fondamentale che le generazioni future ne capiscano i valori, Novara, Istituto geografico De Agostini, 2002. ISBN 88-418-0495-5.
- Dolomiti. Le più belle montagne della terra, con Jakob Tappeiner, Lana d'Adige, Tappeiner, 2002. ISBN 88-7073-317-3.
- Vertical. 100 anni di arrampicata su roccia, Bologna, Zanichelli, 2003. ISBN 88-08-07513-3.
- La montagna nuda. Il Nanga Parbat, mio fratello, la morte e la solitudine, Milano, Corbaccio, 2003. ISBN 88-7972-579-3.
- Re Ortles, Lana-Trento, Tappeiner-BQE, 2004. ISBN 88-7073-350-5.
- König Ortler, Lana d'Adige, Tappeiner, 2004. ISBN 88-7073-349-1.
- K2 Chogori. La grande montagna, Milano, Corbaccio, 2004. ISBN 88-7972-665-X.
- La mia vita al limite. Conversazioni autobiografiche con Thomas Huetlin, Milano, Corbaccio, 2006. ISBN 88-7972-739-7.
- La montagna incantata, con Georg Tappeiner, Lana d'Adige, Tappeiner, 2006. ISBN 8870738817.
- Le Alpi. Fra tradizione e futuro, Caselle di Sommacampagna, Cierre, 2007. ISBN 8870734137.
- Nanga Parbat. La montagna del destino, Milano, Mondadori, 2008. ISBN 978-88-370-6501-0.
- La montagna a modo mio, Milano, Corbaccio, 2009. ISBN 978-88-6380-007-4.
- Grido di pietra. Cerro Torre, la montagna impossibile, Milano, Corbaccio, 2009. ISBN 978-88-6380-009-8.
- Avventura ai poli. L'eterna corsa ai confini del mondo, Milano, Mondadori, 2010. ISBN 978-88-370-7524-8.
- Dolomiti. Patrimonio dell'umanità, Lana, Tappeiner, 2009. ISBN 978-88-7073-515-4; Milano, Mondadori, 2010. ISBN 978-88-370-7656-6.
- Razzo rosso sul Nanga Parbat, Milano, Corbaccio, 2010. ISBN 978-88-6380-060-9.
- Tempesta sul Manaslu. Tragedia sul tetto del mondo, Scarmagno, Priuli & Verlucca, 2011. ISBN 978-88-8068-530-2.
- Parete Ovest. La montagna senza compromessi, Milano, Corbaccio, 2011. ISBN 978-88-6380-110-1.
- Spostare le montagne. Come si affrontano le sfide superando i propri limiti, Milano, Mondadori, 2011. ISBN 978-88-370-8691-6.
- On top. Donne in montagna, Milano, Corbaccio, 2012. ISBN 978-88-6380-313-6.
- La mia sesta vita. Reinhold Messner ci guida nei suoi musei, Torino, Vivalda, 2012, ISBN 9788874801787
- Solitudine bianca. La mia lunga strada al Nanga Parbat, Scarmagno, Priuli & Verlucca, 2012. ISBN 978-88-8068-589-0.
- Gobi, il deserto dentro di me, in Edizioni Mare verticale, 2013, pp. 300 pagine, ISBN 978-88-97173-23-6
- Walter Bonatti. Il fratello che non sapevo di avere, Mondadori Electa, 2013. ISBN 978-88-370-9315-0.
- La vita secondo me, Milano, Corbaccio, 2014. ISBN 978-88-6380-837-7.
- Cervino. Il più nobile scoglio, Milano, Corbaccio, 2015. ISBN 978-88-6700-041-8.
- L'assassinio dell'impossibile, Milano, Mondadori Electa, 2018. ISBN 978-8891818324.
- Wild. Tra i ghiacci del Polo Sud al fianco del capitano Shackleton, Milano, Corbaccio, 2019. ISBN 978-88-6700-454-6.
- Everest solo. Orizzonti di ghiaccio, Milano, Corbaccio, 2020. ISBN 978-88-6700-779-0.
- Il re dei ghiacci. Willo Welzenbach, innovatore e spirito libero, Milano, Corbaccio, 2021. ISBN 978-88-6700-714-1.
- Lettere dall'Himalaya, Milano, Rizzoli, 2021. ISBN 978-88-918-3226-9.
- Ritorno ai monti, Milano, Corbaccio, 2022. ISBN 9788867009367
- Il senso dell'inutile. La rinuncia come stile di vita, con Diane Messner, Milano, Mondadori, 2022. ISBN 9788828210924

## Riconoscimenti
- Il 10 aprile 2010 ha ricevuto il premio Piolet d'Or alla carriera, organizzato dalla rivista francese Montagnes e dal groupe de haute montagne.[79]
- Gli è stato dedicato un asteroide, 6077 Messner[80].

## Filmografia
Reinhold Messner ha partecipato alla realizzazione di diversi film e produzioni televisive sia nel ruolo di interprete sia con altre mansioni.
- Everest Unmasked (1978), direttore della fotografia.
- Gasherbrum - Der leuchtende Berg (1984), interprete nel ruolo di sé stesso e secondo operatore alla macchina.
- Grido di pietra (Cerro Torre: Schrei aus Stein) (1991), soggetto.
- Messner - Der Film (2013), interprete nel ruolo di sé stesso.
- Solo in Volo (2018) documentario.
- Cerro Torre (Mythos Cerro Torre: Reinhold Messner auf Spurensuche) (2020), regia.